# Antônio da Cunha Lima
Antônio da Cunha Lima, mais conhecido como Cunha Lima, (Campina Grande, 8 de setembro de 1955) é um administrador, empresário e político brasileiro, outrora deputado federal por São Paulo.
Ele e parente do ex-governador da paraíba Ronaldo Cunha Lima e tambem do ex-governador e senador Cássio Cunha Lima.

## Dados biográficos
Filho de Horácio de Araújo Lima e Ambrosina da Cunha Lima. Na capital paulista, ingressou num curso sobre Mercado de Capitais promovido pela antiga BOVESPA em 1976 e dois anos mais tarde no curso de Comércio Exterior no Serviço Nacional de Aprendizagem Comercial (SENAC) de São Paulo. Formado em Administração de Empresas pela Faculdade de Administração de Empresas Amador Aguiar, em Osasco, em 1982, tem pós-graduação em Comércio Exterior na Fundação Getúlio Vargas no ano seguinte. Em sua vida empresarial atuou nos setores da construção civil, postos de gasolina e transportes.
Filiado ao PT em 1980, foi tesoureiro da legenda por duas vezes. Ingressou no PDT em 1989 e no ano seguinte figurou como segundo suplente de deputado federal. Presidente do Instituto dos Operadores do Comércio Exterior do Brasil (ICEX), elegeu-se vice-prefeito de Carapicuíba na chapa de Fuad Chucre em 1992 e deputado federal em 1994. Expulso do PDT em 1995 por divergências políticas com a legenda, mudou para o PPB. Perdeu a eleição para prefeito de Carapicuíba em 1996, não sendo reeleito deputado federal em 1998.
Derrotado ao buscar um novo mandato de deputado federal pelo PPS (atual Cidadania) em 2002 e ao governo paulista via PSDC em 2006, voltou a disputar um cargo eletivo em  2012, quando concorreu à prefeitura de Praia Grande pelo PSC, mas teve a candidatura "indeferida com recurso" por não ter comprovado sua filiação partidária no TSE, não tendo seus votos validados. Também concorreu, sem sucesso, a uma vaga na Câmara dos Deputados em 2014, pelo Solidariedade.
Sua última disputa eleitoral foi em 2022, como candidato a deputado estadual pelo PRTB. Teve apenas 911 votos.